# Combate de Iruya
El combate de Iruya fue un enfrentamiento que acaeció el 11 de junio de 1838 en Iruya, en la Provincia de Salta (Argentina). Manuel Virto atacó Iruya pero tras varios intentos no logró tomarla y debió retirarse, obteniendo así los bolivianos de Timoteo Raña el triunfo.

## Antecedentes
Alejandro Heredia logró conformar un ejército de unos 3500 hombres organizado en tres divisiones:
En mayo de 1838, Heredia decidió desalojar a los bolivianos que tenían bajo su poder territorios del norte argentino. Así formó una tropa de infantería y caballería, al mando del coronel Manuel Virto, con la misión de dirigirse hacia Iruya y atacar a las fuerzas del general boliviano Otto Philipp Braun por retaguardia. El número de efectivos oscilaría entre 1200 y 1500 hombres. 
El 5 de junio de 1838 el mariscal Andrés de Santa Cruz, ante los preparativos chilenos, intentó abrir negociaciones enviando una carta a Alejandro Heredia y designó a Napoleón Bonetti como negociador, pero éste era un prófugo argentino que había sido declarado traidor y criminal y Heredia confirmó que trataba de llevar adelante un plan de insurrección en su contra en el norte argentino, por lo que no reconoció la inmunidad parlamentaria de Bonetti, lo encarceló y lo envió a Buenos Aires el 21 de agosto de 1838. Braun reclamó la puesta en libertad de Bonetti, amenazando con reiniciar las hostilidades, pero el 19 de octubre recibió la respuesta negativa de Heredia, quien seguía considerando a Bonetti un criminal.
Tras reorganizar sus fuerzas, el general Alejandro Heredia se dispuso a tomar la ofensiva contra las tropas de Otto Philipp Braun y encargó a Virto que con su división avanzara hacia las montañas de Iruya, en poder del coronel Timoteo Raña, para atacar al grueso del ejército boliviano por la retaguardia e impedir su retirada mientras que la división al mando del general Gregorio Paz debía ocupar la frontera con Tarija y amenazar la ciudad de Chuquisaca.

## Movimientos previos

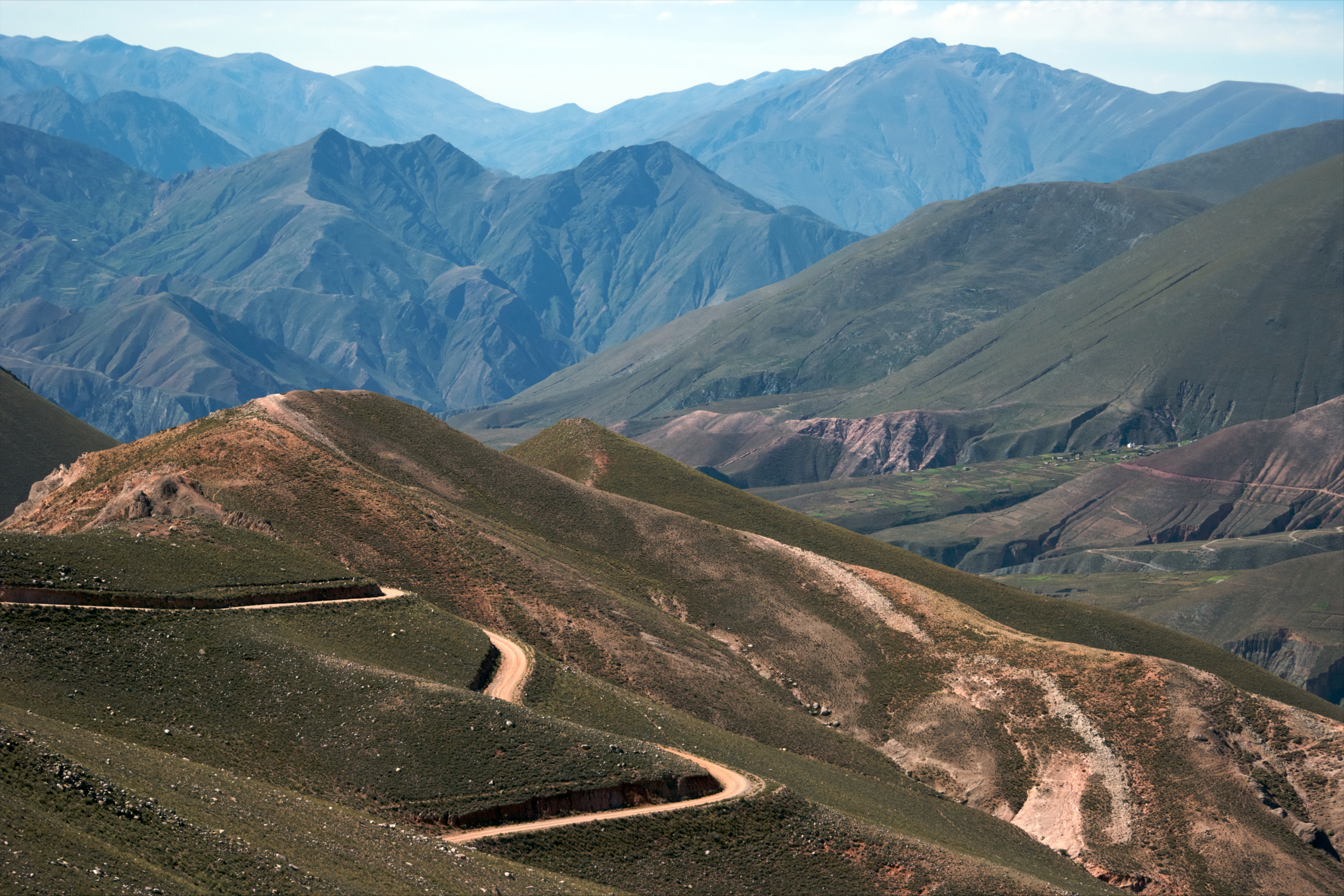
Camino a las proximidades de Iruya.

Virto reunió a sus efectivos, tras solicitar al coronel José Segundo Roca para que enviara al Batallón de Voltígeros y algunas fuerzas de caballería, el 5 de junio de 1838 partió de San Andrés rumbo a Abra de Zenta al frente del Batallón Libertad. En el camino se reunieron con el batallón Restauradores (coronel Esteban Iriarte) y 50 infantes de Jujuy (capitán Bernardo Lagos), sumándose luego la compañía de granaderos del Voltígeros (capitán Lorenzo Álvarez).
Las fuerzas, se reunieron bajo el mando de Virto y el 8 de junio se encaminaron hacia su objetivo. El 10 de junio llegaron a las proximidades de Iruya. Virto por su parte, adelantó a los baqueanos para que le informaran sobre el estado de los caminos y la posición del enemigo.
Al regresar, estos pusieron en conocimiento del comandante de las fuerzas argentinas “que los caminos que existían en dirección a Iruya ofrecían muy serías dificultades para la marcha”.
Por ello, decidió no realizar una maniobra de envolvimiento, lo que significaba dividir sus fuerzas en dos columnas. De esta manera, resolvió mantener toda la tropa unida marchando en una sola de ellas. 
Al amanecer del 11 de junio, se puso en marcha y se detuvo a unos 1200 metros de Iruya. Desde allí envió pequeñas fracciones de tropas con la misión de exploración y reconocimiento. Cuando comprobó que se hallaba libre de enemigos, adelantó la vanguardia a cargo del comandante Ángel Rivas, que sería seguida por el grueso del ejército. Rivas informó que el frente y los flancos del enemigo se hallaban protegidos por fuerzas atrincheradas. Mientras la división marchaba a paso lento, Virto envió al capitán Lorenzo Álvarez en calidad de parlamentario.

## El combate
Manuel Virto ordenó a la vanguardia que se apoderase de una altura próxima, lo que realizó sin inconvenientes. Al regresar Álvarez con el fracaso de su misión, Virto decidió atacar y a las 7,30 de la mañana se ordenó la iniciación del fuego.
En la mañana de 11 de junio inició el ataque desplegando al Libertad en el centro y al de Restauradores y a la infantería jujeña en las alas. Las fuerzas de Virto y Lagos arrollaron a la infantería boliviana apostada en el camino, que huyó a Iruya arrojando las armas. Virto y sus hombres los persiguieron hasta los parapetos y trincheras que rodeaban al pueblo, donde se sumó la caballería de Iriarte tras batir a un grupo de infantería boliviana.
La infantería argentina disparó sus armas para proteger la caballería y la Compañía de Granaderos del Batallón Voltígeros, que cargaban sobre el flanco derecho del enemigo. Varias veces se repitieron los asaltos contra las posiciones atrincheradas del enemigo, sin conseguir ningún resultado positivo a pesar de que los riesgos eran mayores que las ventajas logradas.
No obstante la presión de los embates de los argentinos se hizo sentir y las adelantadas bolivianas comenzaron a retroceder para ocupar otras posiciones reparadas a retaguardia. 
Después de cuatro horas de combate, Virto comprendió que los repetidos ataques realizados habían exigido grandes esfuerzos a la tropa sin poder vulnerar la defensa de los bolivianos. Teniendo en cuenta el agotamiento de la tropa y la falta de municiones, ordenó interrumpir el combate y retiró como pudo algunas de sus fuerzas, sin que el enemigo los persiguiera, en dirección a San Andrés. 

## Consecuencias
El fracaso de la expedición sobre Iruya a lo que se sumó el posterior desastre de las fuerzas del coronel Gregorio Paz en Tarija, ocasionaron graves riesgos al norte argentino, ya que los bolivianos podían penetrar con todas sus fuerzas sobre estos territorios sin una resistencia efectiva.